# Protokol BB84
BB84 je nejstarší protokol kvantové kryptografie. Vytvořili jej v roce 1984 Charles H. Bennett a Gilles Brassard. O pět let později ho Bennet se svým postgraduálním studentem Johnem Smolinem poprvé uskutečnili v laboratoři. Dnes jsou tyto systémy dostupné i komerčně v cenách kolem sta tisíc USD.

## Protokol
1. Alice generuje fotony polarizované náhodně s rovnoměrným rozložením mezi 4 možné roviny. Odesílá je kvantovým kanálem Bobovi. Počet odeslaných fotonů musí přesahovat dvojnásobek počtu bitů tajné zprávy.
2. Bob provádí na fotonech měření, přičemž náhodně střídá báze. Zaznamenává si výsledky měření.
3. Alice sdělí Bobovi veřejným kanálem pořadí bází, v nichž byly jednotlivé fotony polarizovány. Konkrétní hodnoty polarizace si ovšem nechá pro sebe.
4. Bob si poznamená hodnoty polarizací pro fotony, které měřil ve správné bázi. Tyto bity budou tvořit klíč. Ostatní výsledky měření mohou být zapomenuty (zhruba polovina všech měření).
5. Bob veřejně sdělí Alici, které fotony měřil ve správné bázi. Alice ví, s jakou polarizací tyto fotony posílala, takže zná všechny bity klíče. Bob je správně měřil, a tedy rovněž zná klíč. Zbývá poslední krok.
6. Několik náhodně zvolených bitů klíče musí být „obětováno“. Alice a Bob si je navzájem veřejně sdělí a porovnají svoje hodnoty. Pokud se shodují, je všechno v pořádku a ostatní bity klíče budou použity pro Vernamovu šifru. Pokud se některé bity neshodují, znamená to, že linka je odposlouchávána. V tom případě musí být celý klíč zapomenut a postup zopakován od začátku, nejlépe na jiném kanále.